# Ульріх фон Юнгінген

Герб великого магістра Ульріха фон Юнгінгена

Ульріх фон Юнгінген (нім. Ulrich von Jungingen; 1360 — 15 липня 1410) — 26-й великий магістр Тевтонського Ордену з 1407 по 1410 роки.

## З життєпису
Молодший брат Великого магістра Конрада фон Юнгінгена. Народився близько 1360 року. Імовірно, вступив до ордену у 1380 році. З 1387 року компан (помічник) Маршала ордену Конрада фон Валленроде. Залишився при ньому після обрання Валленроде Великим магістром ордену. Вважається, що подальше просування по ієрархічній драбині відбувалось завдяки підтримці брата. З 1394 року — фогт Самбії, з 1386 року — комтур Балги та фогт Натангії, з 1404 року — Маршал Тевтонського ордену.
26 червня 1407 року на генеральному капітулі обраний Великим магістром. Був прихильником активних дій проти об'єднаних Кревською унією Великого князівства Литовського та Польського королівства, для цього виступав за мирні стосунки зі скандинавськими країнами. У 1408 року уклав союз з данською королевою Маргаритою I, віддавши їй острів Готланд.
Допомагав Великому князю Вітовту у війні проти Московської держави, сподіваючись цим послабити унію ВКЛ та Польщі. Проте Вітовт розірвав союз із хрестоносцями, домовишвись з польським королем Ягайлом про спільну політику у стосунках з Тевтонським орденом.
У 1409 році Вітовт та Ягайло виробили план визволення Жемайтії з-під влади хрестоносців, сприяли розвитку там антитевтонського повстання. Польське посольство у серпні 1409 року заявило хрестоносцям, що допомагатиме ВКЛ у випадку нападу на нього. В цих умовах керівництво Тевтонського ордену вирішило вдарити по Польщі. Почалась Велика війна 1409-1411 років.
У 1409 році вона велась в основному у прикордонних областях. Вирішальною стала Грюнвальдська битва 1410 року, в якій військом хрестоносців командував Ульріх фон Юнгінген. На завершальному етапі битви він особисто очолив атаку 16 лицарських хоругов на польські позиції, однак напад був відбитий польсько-литовськими військами, а сам Великий магістр загинув.
Після битви за наказом Ягайла тіло Ульріха фон Юнгінгена було знайдене та відправлене в Марієнбург, де було поховане в каплиці Св. Анни.

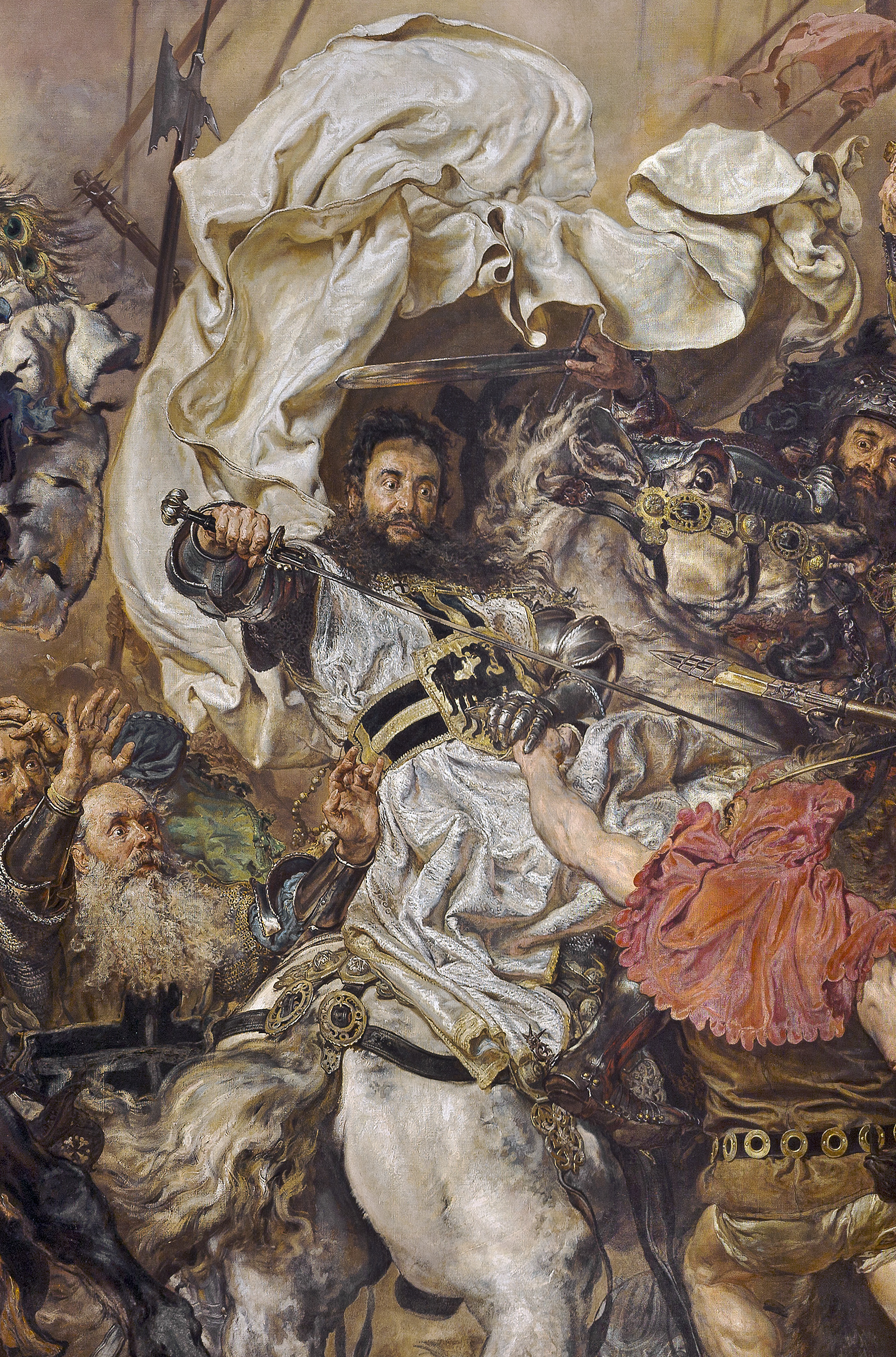
Смерть Ульріха фон Юнгінгена.
Фрагмент картини «Грюнвальдська битва» (Ян Матейко, 1878)